# Szent Atanáz Görögkatolikus Hittudományi Főiskola
A Szent Atanáz Görögkatolikus Hittudományi Főiskola a Magyar Görögkatolikus Egyház felsőfokú oktatási intézménye. Dudás Miklós hajdúdorogi püspök alapította 1950-ben. Jelenlegi nagykancellárja Kocsis Fülöp metropolita.

## A főiskola története[1]
A Hajdúdorogi egyházmegye alapításakor (1912) a Christifideles graeci kezdetű pápai alapító bulla a legsürgetőbb feladatok egyikeként az egyházmegyei papnevelő intézet felállítását jelölte meg. A kedvezőtlen külső feltételek azonban hosszú évtizedeken át lehetetlenné tették az önálló magyarországi görögkatolikus papképzés megszervezését. A Hajdúdorogi egyházmegye, majd pedig 1924-től a Miskolci Apostoli Exarchátus papnövendékei az esztergomi szemináriumban, vagy a budapesti Központi Papnevelő Intézetben készültek a papi hivatásra. A trianoni döntésig (1920), illetve Kárpátalja visszacsatolását követően (1939-1944) a Munkácsi Egyházmegye ungvári papneveldéje képezte a magyar görögkatolikus papokat.
A II. világháborút követő kommunista hatalomátvétel súlyos megpróbáltatást hozott a Magyar Görögkatolikus Egyház számára is. A kommunisták éveken át a görögkatolikus egyház erőszakos felszámolásával fenyegették a Hajdúdorogi egyházmegyét 1939-től, a Miskolci Apostoli Exarchátust pedig 1945-től kormányzó Dudás Miklós püspököt. A katolikus oktatási intézmények bezárása és a szerzetesrendek feloszlatása idején Dudás Miklós püspök 1950 szeptemberében Nyíregyházán, a püspöki székház egy részének átengedésével, papnevelő intézetet és hittudományi főiskolát nyitott. Az első tanévnyitóra 1950. október elsején, az Istenszülő Oltalma ünnepen került sor. A kommunista államhatalom tudomásul vette az új intézmény létesítését, de azt – a püspöki hivatallal együtt – az első pillanattól kezdve szigorú ellenőrzés alatt tartotta. A rendkívül szerény körülmények között megnyitott, s az ötvenes években létében fenyegetett intézmény első tanárai és elöljárói között találjuk a feloszlatott bazilita rend tagjait, akiket a kommunista államhatalom fokozatosan eltávolított.
A hatvanas-hetvenes években konszolidálódott az intézmény helyzete, sőt 1977-1980 között az épület infrastrukturális  fejlesztésére is sor kerülhetett, a szeminárium udvarában nyolc tanári lakás és egy új kápolna épülhetett.
Az egyetlen intézményként működő hittudományi főiskola és papnevelő intézet négy évtizeden át  kizárólag a magyar görögkatolikus papi utánpótlás biztosítását szolgálhatta. Az 1989/90-ben bekövetkezett politikai változások alapvetően változtatták meg a Magyar Görögkatolikus Egyház és a Szent Atanáz Görögkatolikus Hittudományi Főiskola életét. A demokratikus átalakulás új lehetőségeket nyitott meg a főiskola előtt és új kihívásokkal szembesítette. Már 1990-ben meghirdetésre került a levelező tagozatos hittanár-képzés világi hallgatók számára. 1991-ben pedig a Nyíregyházi Főiskolával együttműködésben útjára indult a nappali tagozatos hittanárképzés. Mindkét kezdeményezés a világi (görögkatolikus és római katolikus) hitoktatók iránti igény kiszolgálását célozta. 1994-től világi hallgatók is részt vesznek a nappali tagozatos teológus-képzésben.
A kelet-közép-európai régió egyetlen működő görögkatolikus hittudományi főiskolájaként az intézmény éveken át fogadott papnövendékeket Ukrajnából, Romániából és Szlovákiából, melyek görögkatolikus egyházai ezekben az években nyerték vissza szabadságukat.
1994-ben tárgyalások kezdődtek a római Pápai Keleti Intézettel, melyek eredményeként a főiskola 1995. május 26-án annak affiliált intézménye lett. Az 1995/96-os tanévtől kezdve tehát az intézményben egyetemi szintű képzés folyik.
A  2006/2007-es tanévtől a főiskola – egy újabb lépcsőfokot feljebb lépve – a Pápai Keleti Intézet aggregált intézménye lett. Ez lehetővé teszi a licencia-kurzus szervezését, mely a keleti egyházi tudományok területén az egyetemi diplománál magasabb szintű végzettséget ad. A licencia-kurzus a magyar oktatási szerkezetben a doktori iskolák rendszerébe illeszthető, ezért a Szent Atanáz Görögkatolikus Hittudományi Főiskola és a Pázmány Péter Katolikus Egyetem Hittudományi Kara közötti megállapodás értelmében a nyíregyházi licencia-kurzus végzősei a katolikus egyetem doktori iskolájába nyerhetnek felvételt.
1995-ben a Papnevelő Intézet és a Hittudományi Főiskola kettévált, s utóbbi ideiglenes székhelyre költözött. 
Több éves előkészítés után Keresztes Szilárd megyés püspök, az intézmény nagykancellárja Balázs Mihály tervei alapján 2001-ben kezdte el a Szent Atanáz Görögkatolikus Hittudományi Főiskola új épületének építését a Bethlen Gábor utca 13-19. szám alatti telken.

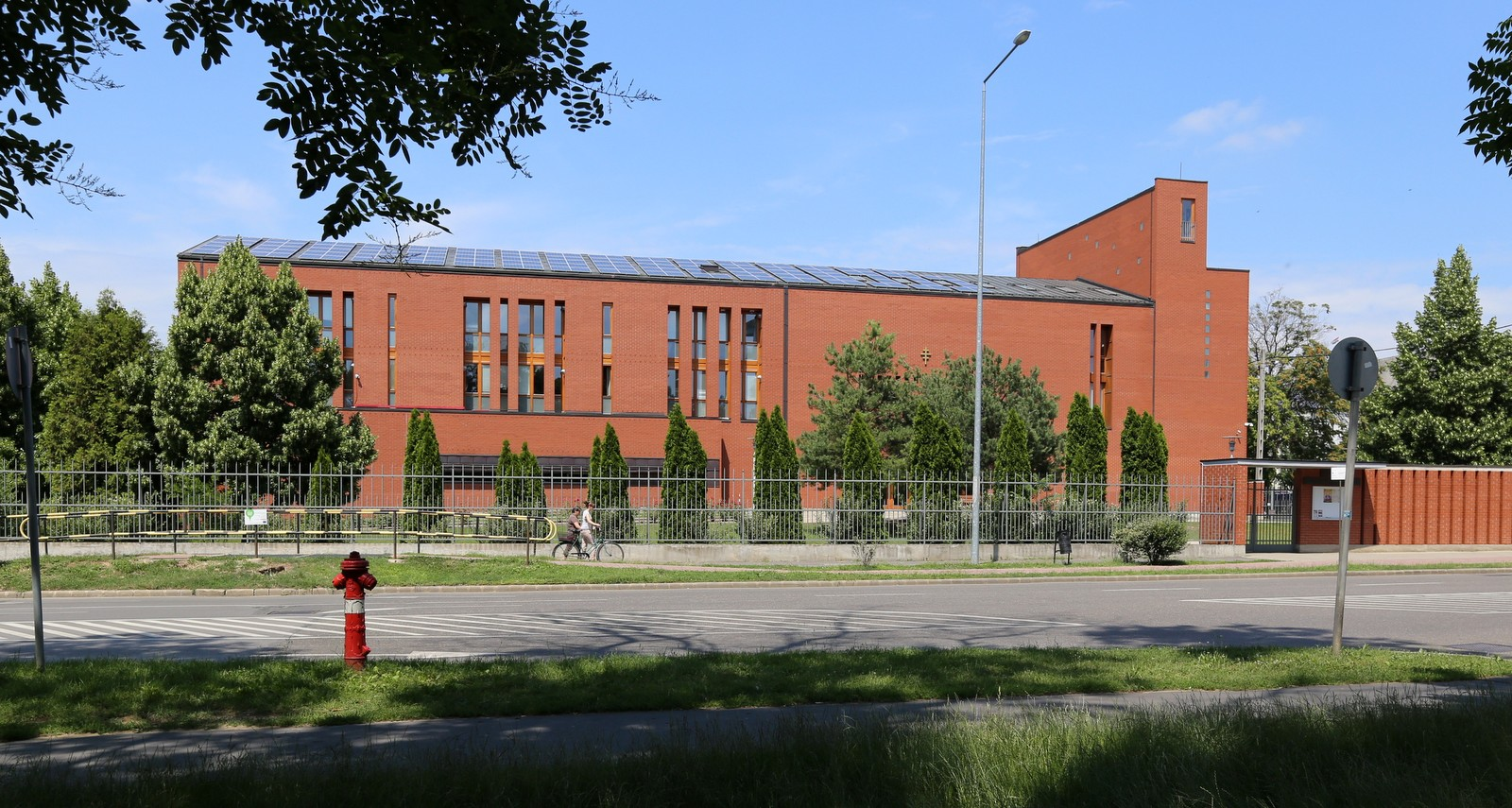
Szent Atanáz Görögkatolikus Hittudományi Főiskola új épülete

A Főiskola új épületének megáldására 2003 szeptemberében került sor. A 3250 m2 alapterületű épület minden szempontból megfelel a 21. századi felsőoktatási követelményeknek. A háromszintes épület földszintjén helyezkedik el a 220 fő befogadására képes Szent Atanáz-konferenciaterem, a 100 fős Szent Péter-terem és három negyvenfős előadóterem. Szintén az épület földszintjén található a 2010-2012 között kialakított és Szent Atanáz egyházatya tiszteletére emelt főiskolai kápolna. A kápolna falfestményeit és ikonosztázionját Bíró Péter kárpátaljai festő készítette. Az épület első emeletén a tanszéki és kutatócsoporti szobák, a Rektori Hivatal, a Tanulmányi Osztály, a Gazdasági és Pályázati Iroda, valamint egy kisebb tárgyalóterem  helyezkednek el. A második emeleten öt kisebb szemináriumi terem, illetve az intézményi könyvtár olvasóterme és raktára kapott helyet, mely a mintegy ötvenezer kötet mellett 145 folyóirat példányait is őrzi. 
A könyvtár antikva-gyűjteményében liturgikus és művelődéstörténeti szempontból is jelentős ószláv nyelvű könyvanyag várja a kutatókat.

## A főiskola képzési kínálata[2]
A második tanulmányi ciklus: a keleti teológiai licenciátus: A licencia-kurzus doktori képzés rendszerébe illeszkedő, négy féléves képzési forma teológiai baccalaureátust szerzett hallgatók számára. A második tanulmányi ciklus (licenciátus) közvetlen célja a teológiai ismereteknek a teológia-tudomány egy meghatározott területén belüli elmélyítése és kiteljesítése, valamint a hallgatóknak a kutatási módszerekbe történő elméleti és gyakorlati bevezetése. A főiskola két specializációs irányban teszi lehetővé a keleti teológiai licenciátus megszerzését: teológiai-patrisztikus, illetve egyháztörténelmi-liturgikus szakirányban.
Alapszak:
- kántor, 6 félév

Osztatlan képzések:
- osztatlan tanári [10 félév [hittanár-nevelőtanár]] (nappali és levelező tagozaton egyaránt)
- osztatlan tanári [10 félév [hittanár-nevelőtanár; angol nyelv és kultúra tanára]]
- osztatlan tanári [10 félév [hittanár-nevelőtanár; ének-zene tanár]]
- osztatlan tanári [10 félév [hittanár-nevelőtanár; etikatanár]]
- osztatlan tanári [10 félév [hittanár-nevelőtanár; földrajztanár]]
- osztatlan tanári [10 félév [hittanár-nevelőtanár; magyar nyelv és irodalom szakos tanár]]
- osztatlan tanári [10 félév [hittanár-nevelőtanár; mozgóképkultúra és médiaismeret-tanár]]
- osztatlan tanári [10 félév [hittanár-nevelőtanár; német és nemzetiségi német nyelv és kultúra tanára]]
- osztatlan tanári [10 félév [hittanár-nevelőtanár; történelemtanár]]
- teológia, 10 félév (nappali és levelező tagozaton egyaránt)
- teológia [lelkipásztor], 12 félév

Mesterszakok:
- tanári [2 félév [hittanár-nevelőtanár]]
- tanári [4 félév [hittanár-nevelőtanár]]

## Kutatócsoportok
- A „Görögkatolikus Örökség” Kutatócsoport a Kárpátok Eurorégió görögkatolikus közösségeinek történeti, teológiai, liturgikus, egyházművészeti örökségét kutatja. A kutatócsoport munkáját 2009 és 2012 között az Országos Tudományos Kutatási Alapprogramok és a Norvég Finanszírozási Mechanizmus is támogatta. 2013-2017 között ismét OTKA-támogatott kutatásokat végzett. 2018-tól kezdve a kutatócsoport MTA Lendület kutatócsoportként működik az alapító, Véghseő Tamás vezetésével.
- A Bizánci Teológiai Műhely feladata a bizánci teológia mint a közép-kelet-európai kulturális tér jellemző szellemi-kulturális szegmensének nemzetközi együttműködésben végzett kutatása.

A kutatócsoportok rendszeresen szerveznek nemzetközi tudományos konferenciákat.

## A főiskola kiadványai[3]

### Folyóiratok
Athanasiana: 1995-ben indult útjára a főiskola első tudományos folyóirata, mely évente kétszer jelenik meg.
Folia Athanasiana: Az évente egyszer megjelenő folyóirat idegen nyelvű tanulmányokat közöl.
Studia Biblica Athanasiana: A Sapientia Szerzetesi Hittudományi Főiskolával együttműködésben kiadott folyóirat a Szentírástudományok köréből közöl tanulmányokat.
Eastern Theological Journal: 2015-ben alapított lektorált, idegen nyelvű szakfolyóirat, a keleti szent tudományokhoz kapcsolódó tanulmányokat közöl.
Eastern Canon Law: 2013-ban alapított lektorált, idegen nyelvű keleti kánonjogi szakfolyóirat.

### Sorozatok
- Collectanea Athanasiana: A 2008-ban alapított sorozat monográfiákat, tanulmány- és konferenciaköteteket, tankönyveket és forráskiadványokat jelentet meg.
- Liturgikus örökségünk:  A sorozat füzetei a liturgikus szimpozionok előadásait közlik.
- A Liturgia Tanszék Kiadványai:  Liturgikus témájú jegyzetek, forráskiadások és segédkönyvek.
- Szisztematikus Teológiai Munkák:  A sorozat a szisztematikus teológiai konferenciák előadásait jelenteti meg.
- Erkölcsteológiai Munkák: A sorozat az erkölcsteológiai szimpozionok anyagai mellett, morálteológiai tanulmányokat közöl.
- Athanasiana-füzetek: A sorozat kisebb terjedelmű tanulmányokat közöl hazai és külföldi szerzőktől.

## A főiskola rektorai
- 1950–1959: Liki János Imre OSBM
- 1959–1984: Bacsóka Béla
- 1984–1992: Pregun István
- 1992–1993: Fodor György
- 1993–1995: Orosz Atanáz
- 1995–1999: Fodor György
- 1999–2006: Pregun István
- 2007–2012: Soltész János
- 2012–2022: Véghseő Tamás
- 2022– : megbízott rektorként Odrobina László rektorhelyettes